# 鹿寮 (臺中市)
鹿寮，原寫為鹿藔，是臺灣臺中市沙鹿區的一個傳統地域名稱，位於該區西北部。相較於今日行政區，其範圍大致包括鹿寮里不含東南端、鹿峰里、西勢里西南端、犁分里西北部凸出部分，以及清水區的清水里南大半部、南寧里東南端、靈泉里南端、鰲峰里西南端。

## 歷史
台灣清治末期，鹿寮地區為一街庄，稱為「鹿藔庄」，隸屬於大肚上堡。該庄北與社口庄、牛罵頭街為鄰，東與西勢藔庄為鄰，南邊為竹林庄、沙轆庄，西南邊為大庄，西邊為南簡庄。
1901年（日明治三十四年）11月，全台廢縣廳改設二十廳，該庄隸屬於臺中廳。1903年（明治三十六年）6月，該庄編入「牛罵頭區」，仍隸屬於臺中廳。1909年（明治四十二年）10月，全台二十廳合併為十二廳，牛罵頭區隸屬不變。1920年（大正九年），全台地方制度大改正，該庄改制並雅化為「鹿寮」大字，隸屬於臺中州大甲郡沙鹿庄。1938年，沙鹿庄升格為沙鹿街。
戰後沙鹿街改制為沙鹿鎮，隸屬於臺中縣，大字亦改制為里。1950年10月，中、彰、投分治，沙鹿鎮隸屬不變。2010年12月，隨著臺中縣、市合併為直轄臺中市，沙鹿鎮改制為沙鹿區。

## 聚落
本地區發展較早的聚落為鹿藔（下鹿寮），在日治期初期的官方地圖上已有記載。此外，本地區尚有永安莊、上鹿寮、田尾、鹿峰、龍門社區等聚落。

## 交通
台鐵海線大致以北北東—南南西走向經過鹿寮地區中部偏西地帶。境內未設站，北側最近的是清水車站，屬三等站，除少部分自強號不停靠外，其餘各級列車均有停靠；南側最近的是沙鹿車站，屬二等站，各級列車均有停靠。由此等可前往台鐵沿線各站。
省道台1線（中華路二段）又稱「縱貫公路」，是台北至屏東楓港的台灣西部傳統平面幹道，大致以北北東—南南西走向經過本地區西南部凸出部分的西北側邊界地帶。由該道路向北北東可前往清水、大甲、苑裡、通霄等地，向南南西轉南可繞過沙鹿市區前往龍井、大肚、彰化、花壇等地。
省道台10線（中清路八段）是臺中港至豐原的幹道，大致以西北—東南走向繞彎道轉縱向再繞彎道轉西北—東南走向經過本地區東北部。由該道路向西北轉北北西經清水市區繞彎道轉西北西可經社口東北部前往秀水、大槺榔並止於省道台17線路口，向東南轉東可經國道3號沙鹿交流道前往大雅、神岡、豐原等地。
省道台10乙線（中航路三段～一段）是清水至西勢寮的幹道，大致以北北東—南南西走向轉西南—東北走向經過本地區東北端。由該道路向北北東經髮夾彎轉南南西後轉西北西再轉北北東再轉西北西再轉北北東經清水市區後可前往田寮中部並止於省道台1線路口，向東北轉東南東經西勢寮聚落後轉南南西可前往新西勢寮並止於省道台10線路口。

## 學校
- 清水高中（南半部）
- 鹿寮國中
- 鹿峰國小